# Elena Moncada
Elena Noemí Moncada (Santa Fe, Argentina, 1964) es una escritora, promotora de salud y activista argentina por los derechos de las mujeres. Es fundadora de "Mujeres por los Derechos", organización que acompaña a personas en situación de vulnerabilidad. Moncada es sobreviviente del sistema prostituyente y una defensora del abolicionismo de la prostitución.

## Vida personal
Moncada afirma haber sido preparada desde niña para ser prostituta, ya que los abusos reiterados por parte de su tío y otros hombres venían acompañados de dinero o regalos por parte de ellos. Al mismo tiempo, su familia minimizó los hechos cuando ella los denunció, normalizando así la violencia sexual. Además, padeció negligencia y desamor por parte de su padre, que la empujó a trabajar como empleada doméstica a sus 11 años y a irse a vivir con un muchacho que frecuentaba a sus 16, quien fuera más tarde el padre de sus hijos. Tuvo cuatro: el primero a sus 17 años, el segundo a los 19, la tercera a los 21 y la última a los 23. Luego de ser abandonada por el padre de sus hijos, se enamoró de un proxeneta que la invitó a vivir con él. A los 7 meses de su última hija comenzó a ser prostituida.
Moncada comenzó a ser prostituida a los 23 años y lo fue durante 18 años, tanto de manera callejera como en lugares privados. La prostitución la llevó a consumir alcohol y cocaína para poder tolerar los dolores que le causaban los prostituyentes. También en ese tiempo presenció el asesinato de una compañera por parte de un vendedor de drogas. Este episodio junto con el nacimiento de su nieto la hicieron buscar la manera de dejar atrás esa vida.

## Trabajo en prevención y activismo
Estando en situación de prostitución, Moncada comenzó a militar en Ammar-CTA. Allí comenzó a plantear sus diferencias, ya que no se sentía cómoda siendo considerada "trabajadora sexual" por no considerar que la prostitución fuera un trabajo sino una forma de violencia. Trabajó luego en la Red de mujeres viviendo con VIH y la Fundación Buenos Aires Sida, y una vez en Santa Fe, fundó la ONG Mujeres en Actividad en el año 2009, que luego pasó a llamarse Mujeres por los Derechos. Desde esta organización hace recorridas nocturnas junto con sus compañeras, en las que acerca preservativos a mujeres en situación de prostitución, lo que le da pie para conversar acerca de sus derechos, salud y otros espacios que propone dicha organización. Mujeres por los Derechos también organiza colectas de abrigo y alimentos, brinda talleres de formación laboral y de educación sexual, y ofrece grupos de contención.

## Obra
En 2013 publicó su primer libro autobiográfico «Yo elijo contar mi historia», y más tarde, en 2019, «Después, la libertad», en el cual reflexiona acerca de la situación social y política actual y los aprendizajes adquiridos a lo largo de su vida.

## Reconocimientos
La vida de Moncada fue plasmada en la obra de teatro "Elena", escrita y dirigida por Mariel Rosciano y en la historieta "Soy Elena. La historia de Elena Moncada", escrita por Ana Oberlin e ilustrada por Lorena Méndez. En 2019, la UNL otorgó a Moncada un reconocimiento por su lucha contra del tráfico de personas.